# Le Grand-Bourg
 Le Grand-Bourg  es una localidad y comuna de Francia, en la región de Lemosín, departamento de Creuse, en el distrito de Guéret. Es la cabecera y mayor población del cantón homónimo.
Su población en el censo de 1999 era de 1.244 habitantes.
Está integrada en la Communauté de communes de Bénévent-Grand-Bourg, de la que es la mayor población.

## Demografía
| 1672 | 1861 | 1564 | 1369 | 1323 | 1244 |
| Para los censos de 1962 a 1999 la población legal corresponde a la población sin duplicidades (Fuente: INSEE [Consultar]) |      |      |      |      |      |